# Simone Plourde
Simone Plourde (* 8. August 2000 in Montreal) ist eine kanadische Leichtathletin, die sich auf den 1500-Meter-Lauf spezialisiert hat.

## Sportliche Laufbahn
Erste internationale Erfahrungen sammelte Simone Plourde, die an der University of Utah in den Vereinigten Staaten studiert, im Jahr 2023, als sie bei den Weltmeisterschaften in Budapest mit 4:07,04 min in der ersten Runde im 1500-Meter-Lauf ausschied. Im Jahr darauf kam sie bei den Hallenweltmeisterschaften in Glasgow mit 4:13,40 min ebenfalls nicht über den Vorlauf hinaus. Im August schied sie bei den Olympischen Sommerspielen in Paris mit 4:08,49 min in der Hoffnungsrunde aus. 2025 schied sie bei den Hallenweltmeisterschaften in Nanjing mit 4:13,97 min im Vorlauf aus.

## Persönliche Bestleistungen
- 1500 Meter: 4:05,92 min, 11. Mai 2024 in Los Angeles
  - 1500 Meter (Halle): 4:04,07 min, 2. März 2025 in Boston
  - Meile (Halle): 4:22,47 min, 2. März 2025 in Boston
  - 3000 Meter (Halle): 8:53,95 min, 25. Februar 2023 in Seattle
- 5000 Meter: 15:13,57 min, 12. April 2024 in Azusa
  - 5000 Meter (Halle): 15:01,21 min, 31. Januar 2025 in Boston